# Jean-Michel Bony
Jean-Michel Bony (Paris, 1 de fevereiro de 1942) é um matemático francês.
Foi palestrante convidado do Congresso Internacional de Matemáticos em Nice (1970 - Uniticité de problème de Cauchy et hypoellipticité pour une classe d'opérateurs différentiels) e em Varsóvia (1983 - Propagation et interaction des singularités pour les solutions des équations aux dérivées partielles non-linéaires).

## Obras
- Méthodes mathématiques pour les sciences physiques, Èditions de l'École Polytechnique 2000
- Cours d'analyse - Théorie des distribution et analyse de Fourier, Éditions de l'École Polytechnique 1992